# Woodwardia unigemmata
Woodwardia unigemmata là một loài thực vật có mạch trong họ Blechnaceae. Loài này được (Makino) Nakai miêu tả khoa học đầu tiên năm 1925.

## Hình ảnh

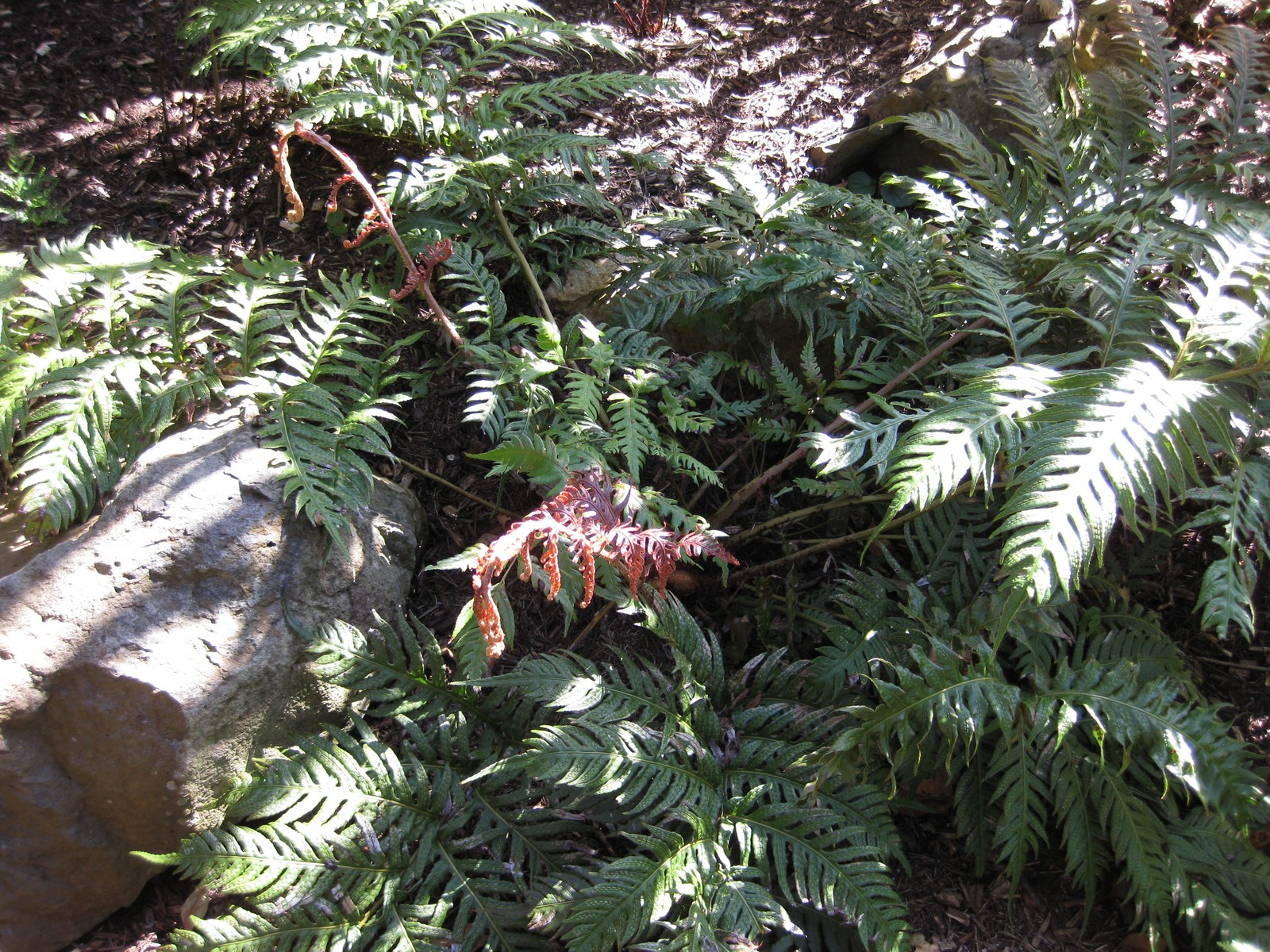
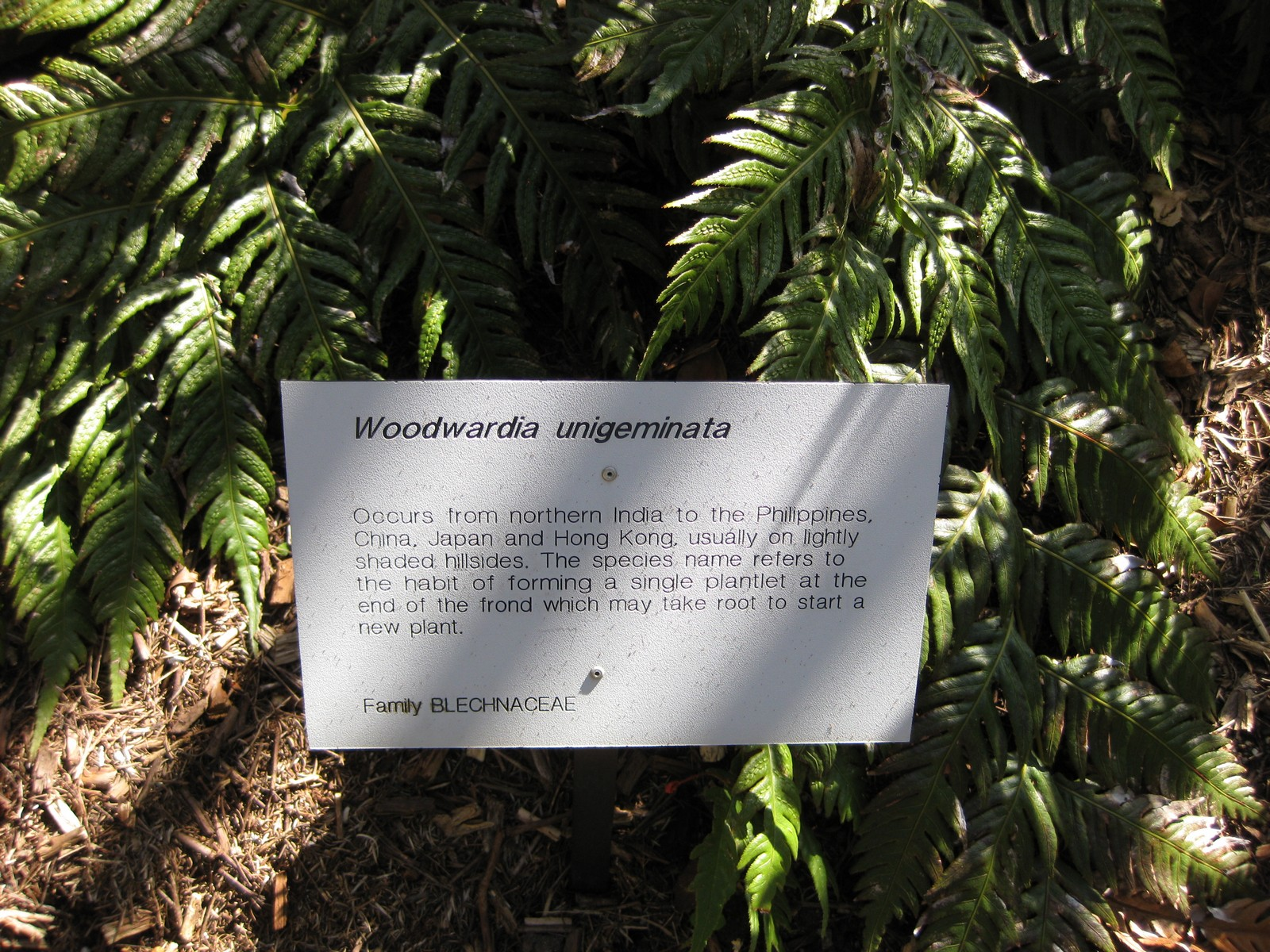
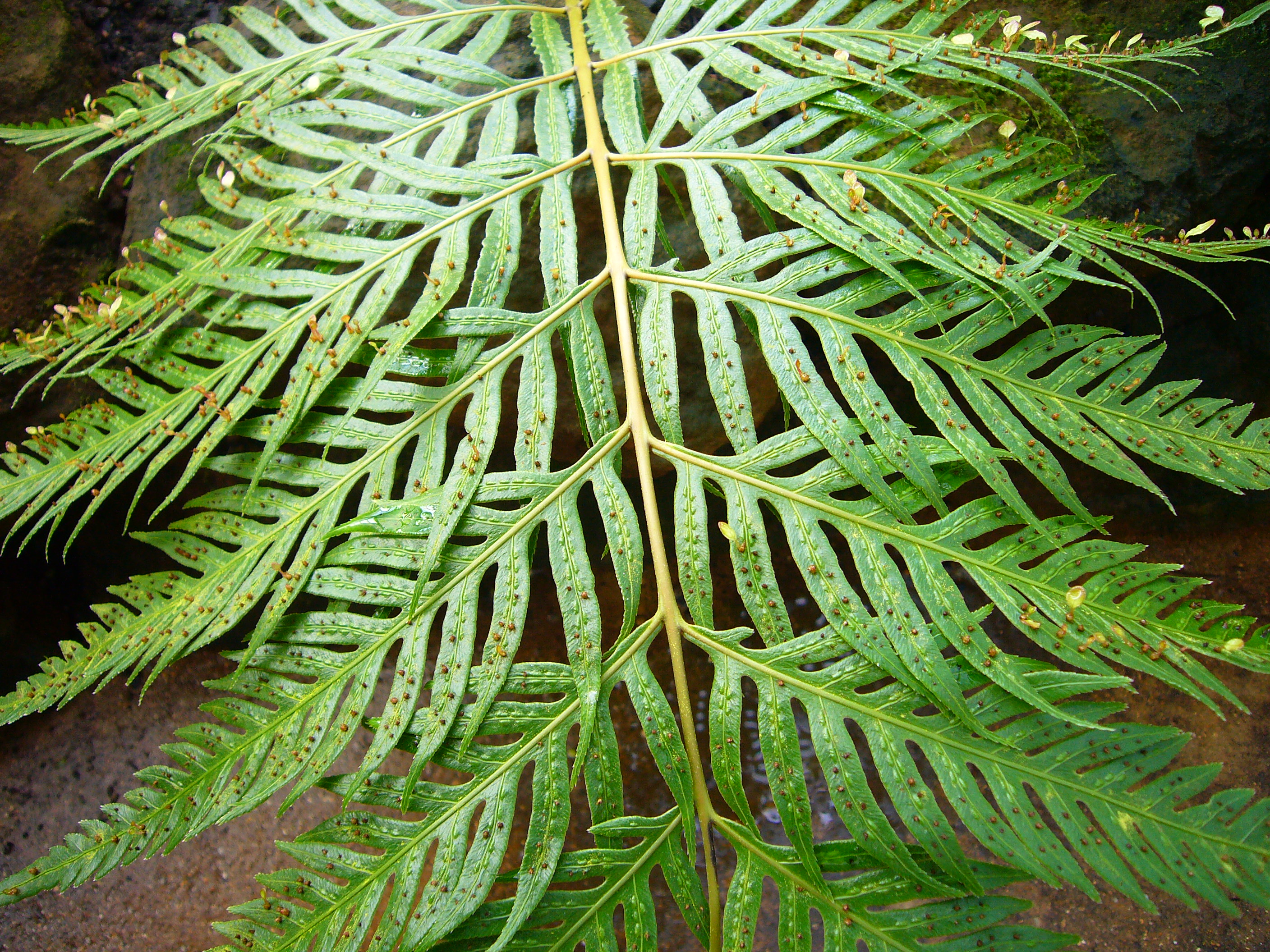
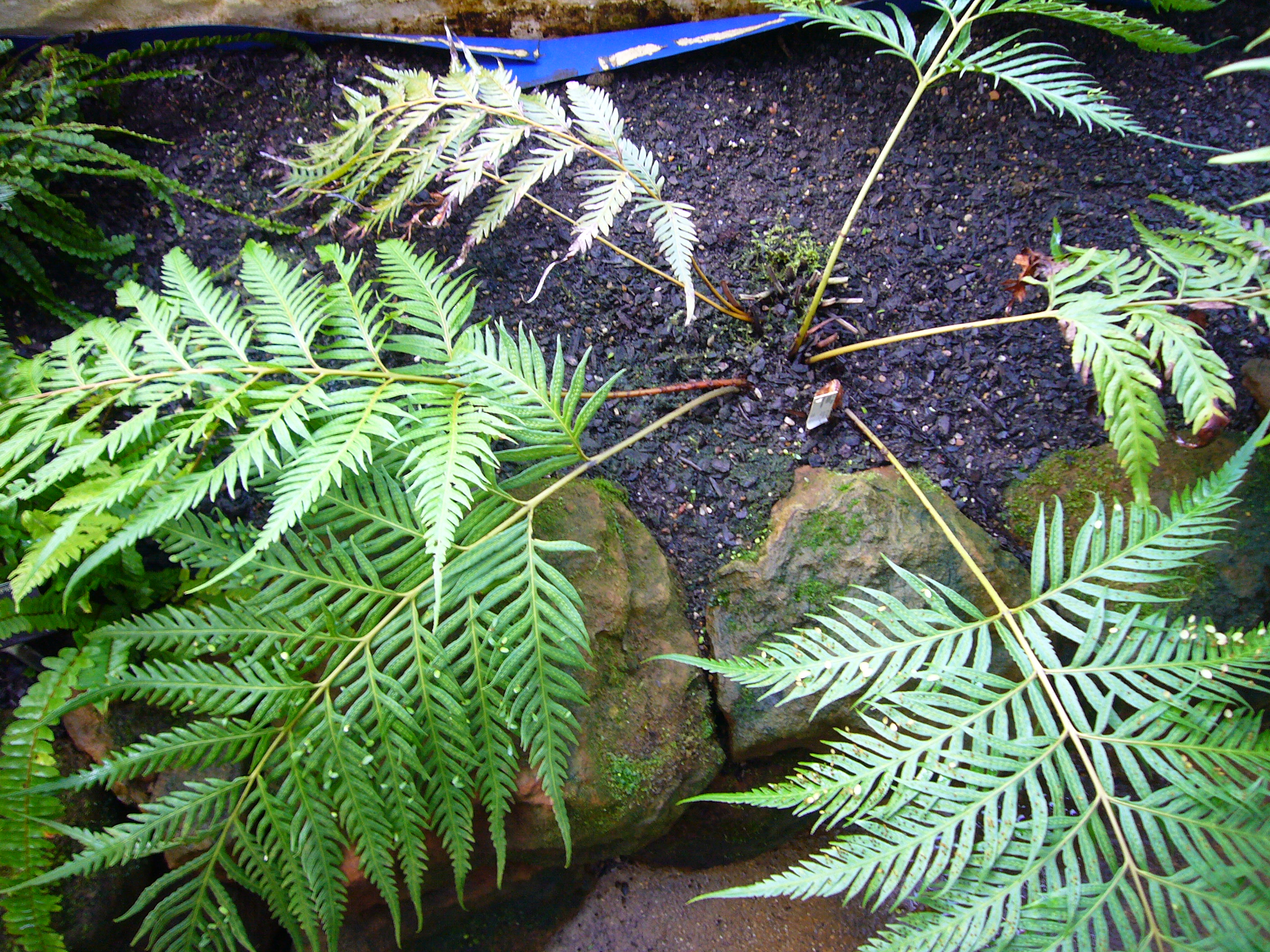